# El Roble (Panama)
El Roble is een deelgemeente (corregimiento) van de gemeente (distrito) Aguadulce in de provincie Coclé in Panama. In 2015 was het inwoneraantal 9500.